# «Футуристична опера - 2014»

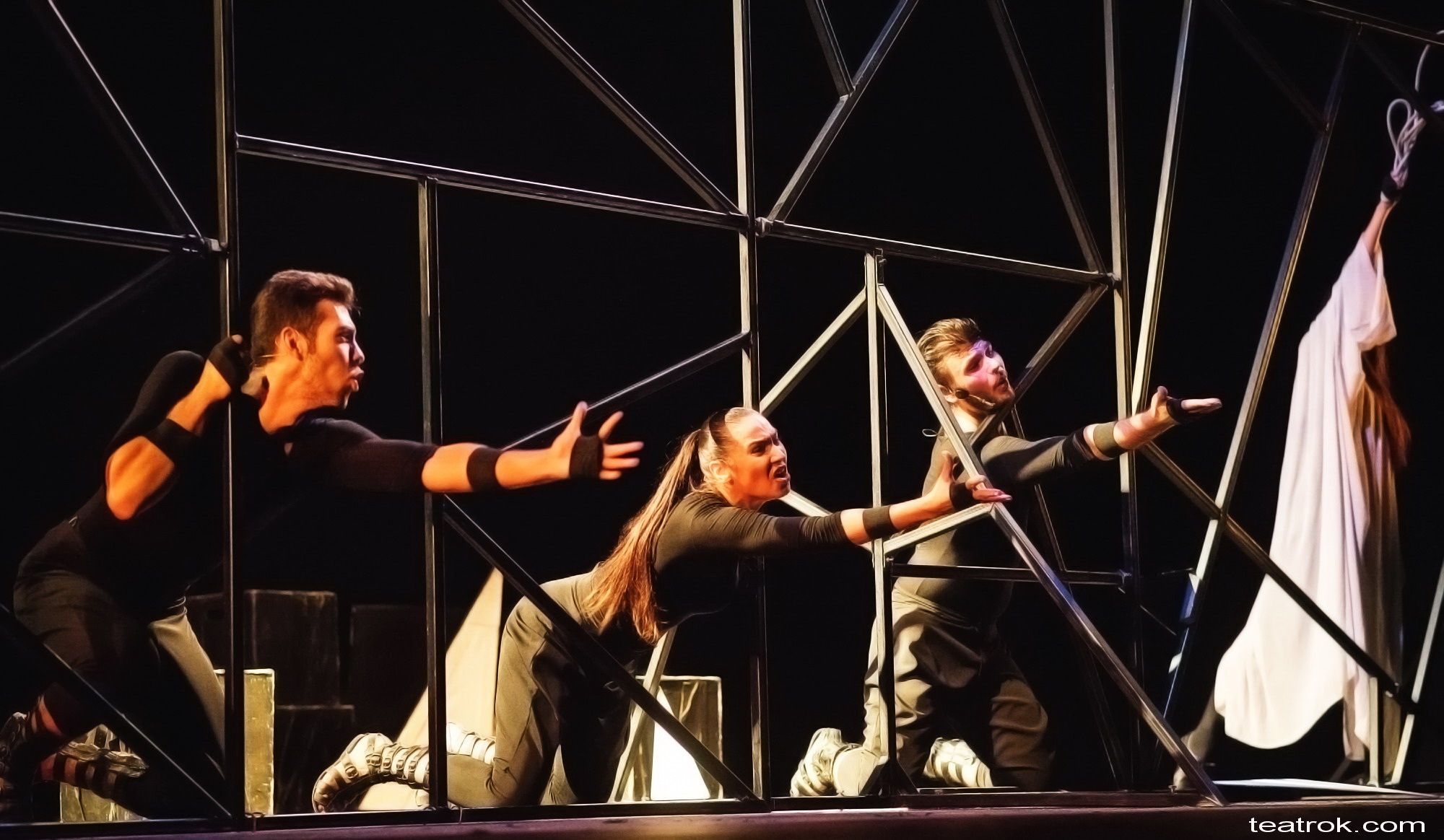
Прем'єрний показ у приміщенні Одеського театру ім. Василька

«Футуристична опера — 2014» (Перша назва «Нічний обшук») — опера на одну дію. Автор музики та лібрето — український композитор та режисер Олексій Коломійцев. Рік створення — 1997. За мотивами поеми Велимира Хлєбникова «Нічний обшук». Сюжет опери заснований на кривавих подіях 1917 року. Місце дії — Петроград. Тема експропріації в опері набуває страшних форм звірячого злочину.

## Опис опери
Характер музики успадковує традиції німецького експресіонізму. Оркестрове звучання (партитуру) визначають різноманітні ефекти струнних та перкусійних інструментів. Жорсткий ритм та партія фортепіано більш схожі на гітарні рок-рифи. Оркестрове тутті, у поєднанні із поліритмією, створює відчуття хаосу та невідворотної катастрофи. Парадоксальний фінал опери, в якому головний антагоніст (лиходій) беззаперечно погоджується зі своїм покаранням і наступним знищенням. Футуристична опера «2014» — одна з небагатьох успішних українських сучасних опер.

## Постановки
Перша постановка (під назвою «Нічний обшук») — 2008 г., Харківський державний університет мистецтв імені І. П. Котляревського, прем'єра відбулася 17 грудня 2008 року. У постановці взяли участь студенти кафедри театру анімації, університету ім. І. П. Котляревського.
Друга постановка (під назвою «Нічний обшук») — 2009 р., м. Харьков, Будинок актора, Театр Знедолених, прем'єра відбулася 25 жовтня 2009 року у рамкках фестивалю Курбалесія.
Третя постановка — 2016 р, м. Одесса, ТеатрОК. Створена, як алюзія на кримські події 2014-го року — анексію Криму Росією. Назва цієї постановки: «Футуристична опера 2014». Роль Старшого виконав відомий український актор Олексій Горбунов.
У всіх постановках режисером та сценографом був Олексій Коломійцев. Сценографія третьої версії створена спільно з Ганною Археєю.

## Нагороди
Фестиваль «Курбалесія-2009», номінації: кращий музичний спектакль, краща режисура.